# Codonanthe mattos-silvae
Codonanthe mattos-silvae là một loài thực vật có hoa trong họ Tai voi. Loài này được Chautems mô tả khoa học đầu tiên năm 1991.